# Kallang Tennis Centre
Kallang Tennis Centre – kompleks tenisowy w Singapurze, wybudowany w marcu 1978. Składa się z 14 kortów, wszystkich z nawierzchnią twardą. Kompleks jest częścią Kallang Sports Centre, znajdującego się na Kallang Field. Kort główny może pomieścić do 2 tysięcy ludzi.
W sierpniu 2010 roku, na Kallang Tennis Centre rozegrano turniej tenisowy podczas Letnich Igrzysk Olimpijskich Młodzieży. Rok wcześniej, pod koniec czerwca 2009, korty gościły pierwsze w historii Azjatyckie Igrzyska Młodzieży.